# Лигниц (административный округ)
Административный округ Лигниц, также Лигницкий округ (нем. Regierungsbezirk Liegnitz) — административно-территориальная единица второго уровня в Пруссии, существовавшая в 1813—1945 годы в Прусской Силезии. Административный центр округа — город Лигниц (ныне польский город Легница). Сегодня территория бывшего округа почти целиком расположена в Польше и лишь его самая западная часть входит в федеральную землю Саксония Германии.

## Положение
Округ Лигниц на севере граничил с округом Франкфурт прусской провинции Бранденбург и округом Позен провинции Позен (1920—1939: с Польшей; 1939—1945: с рейхсгау Вартеланд), на востоке — с округом Бреслау провинции Силезия (Нижняя Силезия), на юге — с Австрийской империей (1918—1938: с Чехословакией; 1938—1945: с рейхсгау Судетенланд), на западе — с округом Франкфурт провинции Бранденбург и Королевством Саксония (1918—1945: землёй Саксония). В обиходе округ Лигниц нередко назывался непосредственно Нижней Силезией.

## История
Округ Лигниц первоначально был образован в 1808 году на территории, подконтрольной нижнесилезской Военно-доменной камере, куда входили бывшие Легницкое, Яворское и Жаганьское и частично Глогувское силезские княжества, а также многочисленные богемские эксклавы. На основании указа от 30 апреля 1815 года в ходе административной реформы, проведённой в Пруссии после Венского конгресса с целью улучшения провинциального управления, округ Лигниц был утверждён повторно в составе одиннадцати районов Бунцлау, Фрайштадт, Глогау, Голдберг, Грюнберг, Лаубан, Лигниц, Лёвенберг, Любен, Заган и Шпроттау. Кроме того в 1816 году в состав округа также была передана и бывшая саксонская Верхняя Лужица, находящаяся до этого в округе Мерзебург прусской провинции Саксония, в результате чего здесь также были образованы районы Гёрлиц и Ротенбург.

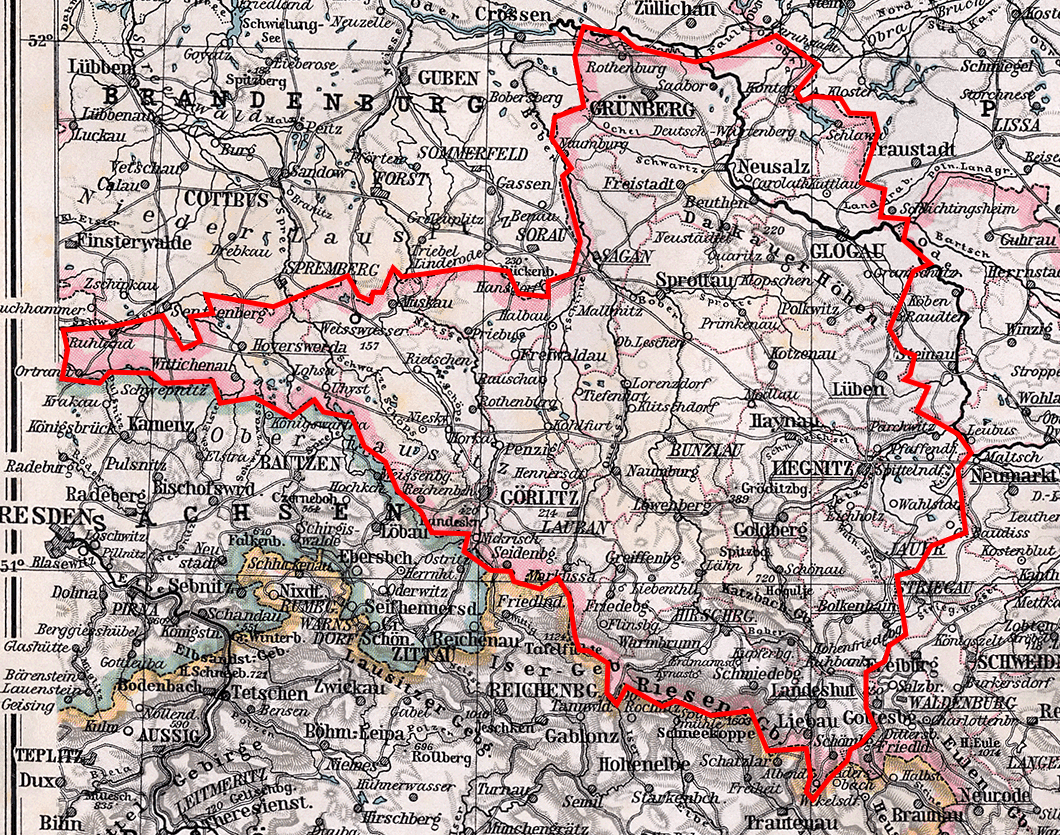
Округ Лигниц в 1905 году

1 мая 1820 года был ликвидирован округ Райхенбах, из которого в состав округа Лигниц перешли районы Болькенхайн, Хиршберг, Яуэр, Ландесхут и Шёнау. В 1825 область вокруг Хойерсверды была передана из округа Франкфурт прусской провинции Бранденбург в округ Лигниц, образовав в нём новый район Хойерсверда. В 1873, 1874 и 1920 годах соответственно из одноимённых районов были выделены города Гёрлиц, Лигниц и Глогау, получив статус внерайонных городов. В 1922—1933 годы самостоятельный городской округ также образовывал город Грюнберг.
В ходе административной реформы 1 октября 1932 года районы Болькенхайн, Заган и Шёнау были упразднены, а их территория была разделена между соседними районами. В 1938 году была ликвидирована и разделена прусская провинция Позен-Западная Пруссия, в результате чего округ Лигниц получил в свой состав новый район Фрауштадт и южную часть упразднённого района Бомст, которая вошла в состав района Грюнберг.
После 1945 года основная часть территории округа Лигниц оказалась в Польше, где вошла в состав новообразованных Вроцлавского и Познанского воеводств. После многочисленных административных реформ в Польше сегодня эти территории входят в основном в Нижнесилезское и Любуское воеводства.
Самая западная часть округа Лигниц (район Хойерсверда целиком, частично районы Гёрлиц, Ротенбург и небольшая часть района Заган) после 1945 года остались в Германии и были присоединены к Саксонии, где и находятся сегодня после присоединения ГДР к ФРГ и восстановлении земли Саксония в 1990 году.

## Административное деление
Список всех когда-либо существующих районов округа Лигниц с указанием их административных центров:
- Городские районы
  - городской район Гёрлиц (выделен в 1873)
  - городской район Лигниц (выделен в 1874)
  - городской район Глогау (выделен в 1920)
  - городской район Грюнберг (выделен в 1922; упразднён в 1933)
  - городской район Хиршберг-ин-Ризенгебирге (выделен в 1927; до 1820 — в округе Райхенбах)
- Сельские районы
  - район Бунцлау, адм. центр — Бунцлау
  - район Глогау, адм. центр — Глогау
  - район Голдберг (в 1817—1932: Голдберг-Хайнау), адм. центр — Хайнау (до 1817 — Голдберг)
  - район Грюнберг, адм. центр — Грюнберг
  - район Заган (упразднён в 1932), адм. центр — Заган
  - район Лаубан, адм. центр — Лаубан
  - район Лёвенберг, адм. центр — Лёвенберг-ин-Шлезиен
  - район Лигниц, адм. центр — Лигниц
  - район Любен, адм. центр — Любен
  - район Фрайштадт, адм. центр — Фрайштадт
  - район Шпроттау, адм. центр — Шпроттау
  - район Гёрлиц (до 1816 — в округе Мерзебург), адм. центр — Гёрлиц
  - район Ротенбург (до 1816 — в округе Мерзебург), адм. центр — Ротенбург
  - район Болькенхайн (до 1820 — в округе Райхенбах; упразднён в 1932), адм. центр — Болькенхайн
  - район Хиршберг (до 1820 — в округе Райхенбах), адм. центр — Хиршберг
  - район Яуэр (до 1820 — в округе Райхенбах), адм. центр — Яуэр.
  - район Ландесхут (до 1820 — в округе Райхенбах), адм. центр — Ландесхут
  - район Шёнау (до 1820 — в округе Райхенбах; упразднён в 1932), адм. центр — Шёнау
  - район Хойерсверда (до 1825 — в округе Франкфурт), адм. центр — Хойерсверда
  - район Фрауштадт (передан в 1938 из провинции Позен-Западная Пруссия), адм. центр — Фрауштадт

## Территория и население
Территория и население округа Лигниц в 1900 и в 1925 годах, а также по состоянию на 17 мая 1939 года в границах на 1 января 1941 года и количество районов на 1 января 1941 года составляли:
| Год       | Площадь, км² | Население, чел. | Количество районов | Количество районов |
| Год       | Площадь, км² | Население, чел. | сельских           | городских          |
| --------- | ------------ | --------------- | ------------------ | ------------------ |
| 1900      | 13.610,20    | 1.102.992       | 19                 | 2                  |
| 1925      | 13.617,00    | 1.235.156       | 19                 | 5                  |
| 1939/1941 | 14.023,41    | 1.314.710       | 17                 | 4                  |